# Gran Premio Industria e Artigianato 1985
Il Gran Premio Industria e Artigianato 1985, diciannovesima edizione della corsa e nona con questa denominazione, si svolse il 23 aprile su un percorso di 239 km, con partenza e arrivo a Larciano. La vittoria fu appannaggio dell'italiano Pierino Gavazzi, che completò il percorso in 5h56'08", precedendo il danese Jesper Worre ed il connazionale Sergio Scremin.

## Ordine d'arrivo (Top 10)
| Pos. | Corridore              | Squadra                         | Tempo    |
| ---- | ---------------------- | ------------------------------- | -------- |
| 1    | Pierino Gavazzi        | Atala-Ofmega                    | 5h56'08" |
| 2    | Jesper Worre           | Sammontana-Bianchi              | s.t.     |
| 3    | Sergio Scremin         | Vini Ricordi-Pinarello-Sidermec | s.t.     |
| 4    | Walter Dalgal          | Gis Gelati-Trentino Vacanze     | s.t.     |
| 5    | Silvano Riccò          | Dromedario-Laminox-Fibok        | s.t.     |
| 6    | Steen-Michael Petersen | Maggi Mobili-Fanini Cicli       | s.t.     |
| 7    | Marino Lejarreta       | Alpilatte-Olmo-Cierre           | s.t.     |
| 8    | Romano Randi           | Alpilatte-Olmo-Cierre           | s.t.     |
| 9    | Stefano Giuliani       | Gis Gelati-Trentino Vacanze     | s.t.     |
| 10   | Alf Segersäll          | Sammontana-Bianchi              | s.t.     |